# 小叶栒子
小叶栒子（学名：Cotoneaster microphyllus）是蔷薇科栒子属的植物。分布于尼泊尔、不丹、缅甸、印度以及中国大陆的云南、四川、西藏等地，生长于海拔2,500米至4,100米的地区，多生于多石山坡地以及灌木丛中。

## 别名
铺地蜈蚣（亨利氏中国植物名录），地锅钯（云南禄劝土名）

## 变种
- 小叶栒子白毛变种（学名：Cotoneaster microphyllus var. cochleatus）为蔷薇科栒子属下的一个变种。
- 小叶栒子无毛变种（学名：Cotoneaster microphyllus var. glacialis）为蔷薇科栒子属下的一个变种。
- 小叶栒子大果变种（学名：Cotoneaster microphyllus var. conspicuus）为蔷薇科栒子属下的一个变种。
- 小叶栒子细叶变种（学名：Cotoneaster microphyllus var. thymifolius）为蔷薇科栒子属下的一个变种。